# Arbogast de Strasbourg
Pour les articles homonymes, voir Arbogast.
Arbogast, probablement mort le 21 juillet 678, fut évêque de Strasbourg durant une durée indéterminée de la seconde moitié du VIIe siècle. À l'origine de la première cathédrale de la ville, il fut également fondateur et bienfaiteur de plusieurs monastères, dont celui de Surbourg.

## Biographie
Selon les sources, il serait originaire d'Écosse, d'Irlande, ou plus sûrement d'Aquitaine. D'après la croyance populaire, il aurait vécu au VIe siècle, ce qui est incompatible avec les événements historiques de l'époque, comme l'a démontré l'historien Ludwig Gabriel Glöckler.

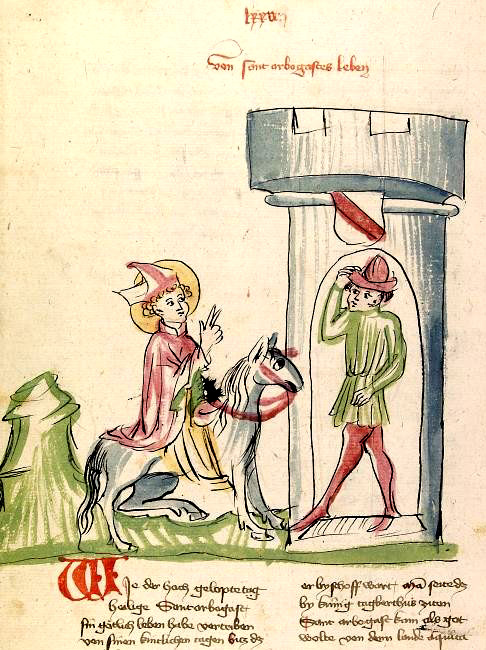
Saint Arbogast entrant à Strasbourg, illustration de La Légende dorée alsacienne (1419).

Suivant la tradition, il aurait d'abord vécu en ermite dans le diocèse de Coire au sein du royaume de Bourgogne (aujourd'hui en Suisse), avant de partir s'installer en forêt de Haguenau dans le duché d'Alsace du royaume des Francs. Rapidement, il attira à lui de plus en plus de cénobites qui s'installèrent autour de son ermitage. Arbogast décida alors de construire près de la rivière Sauer un monastère avec une église consacrés à la Vierge Marie et à saint Martin qui prit plus tard le nom de Surbourg, et qui prospéra grâce aux aides du roi Dagobert qui eut vent de l'ermite et s'intéressa à lui. C'était le premier monastère à voir le jour en Alsace.
Arbogast fut souvent convié à la cour pour partager sa sagesse spirituelle avec le roi, qui, vers 630, le voulut à la tête de l'évêché de Strasbourg. C'est ainsi qu'il permit d'asseoir le pouvoir franc en même temps que de diffuser le catholicisme dans la région. Peu après sa consécration, selon la légende, Arbogast ramena à la vie le fils de Dagobert, Sigebert, qui s'était tué en chutant de son cheval lors d'une partie de chasse. D'autres versions controversées prétendent qu'il s'agit de Sigebert IV, fils de Dagobert II, et que de même, Arbogast n'aurait été évêque que vers 673.

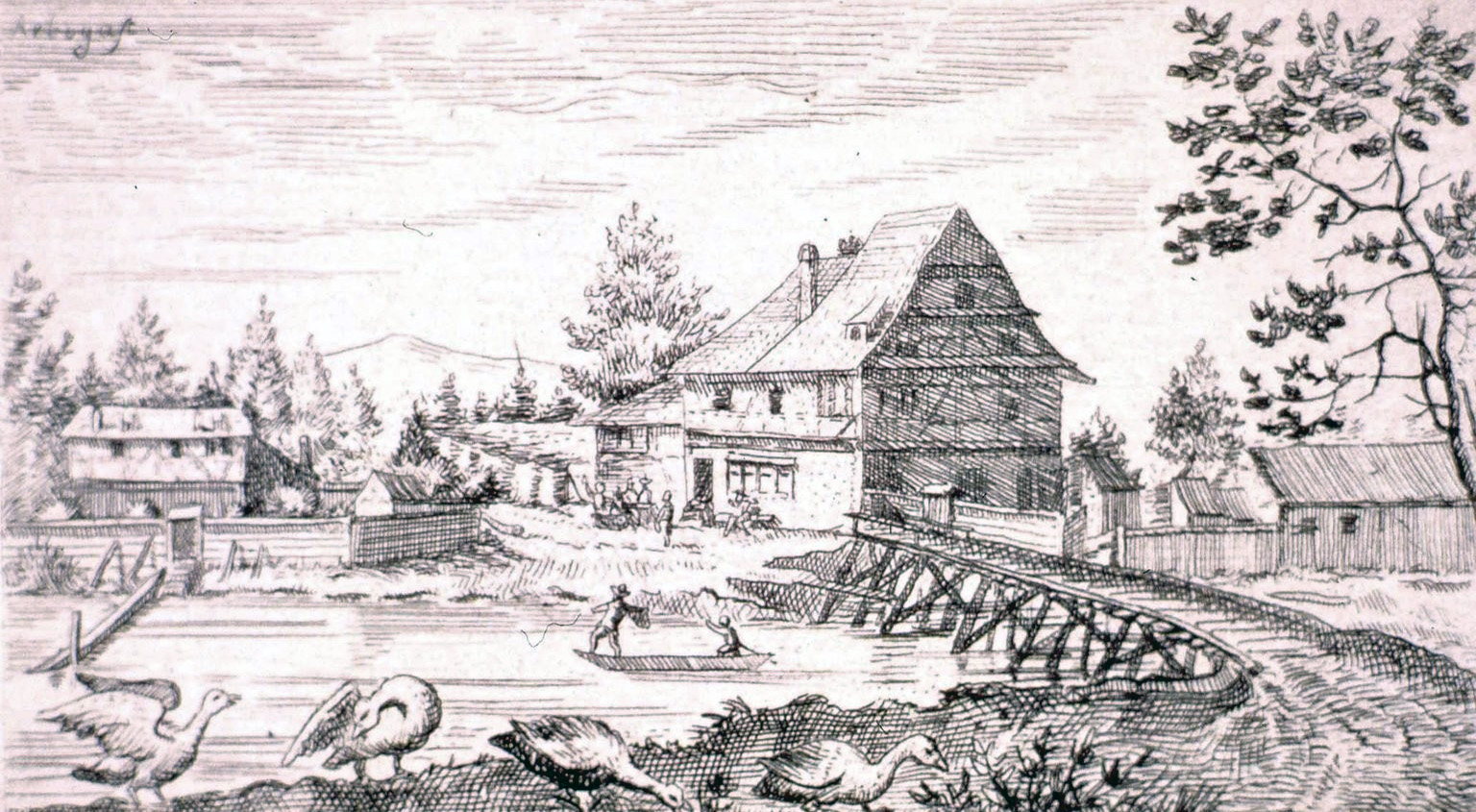
Représentation de la demeure d'Arbogast à la Montagne Verte.

Durant son épiscopat, il a fait construire la première cathédrale de la ville, qu'il consacra à Notre-Dame, sur un site utilisé par les chrétiens depuis le IVe siècle après avoir été un sanctuaire romain dédié à Mercure (actuelle église Saint-Étienne). Le roi Dagobert II lui octroya le château et le domaine de Rouffach. Malgré tout - son rang et ses capacités miraculeuses - il resta réputé pour son humilité et sa pauvreté. C'est ainsi qu'il choisit un endroit au bord de l'Ill, un peu à l'écart de la ville (aujourd'hui la Montagne Verte), pour y établir une cellule où il se retirait pour prier et se ressourcer.
À sa mort en 678, selon sa volonté, il fut enterré précisément là, sur le coteau Saint-Michel (aujourd'hui à l'emplacement de la chapelle de la clinique Sainte-Barbe).

## Culte
Rapidement, Arbogast fut l'objet d'une vénération populaire. La chapelle Saint-Michel fut construite sur sa tombe et le monastère Saint Arbogast s'éleva à proximité. La chapelle Saint-Michel laissa la place en 1069 à une église en pierre, consacrée par l'évêque Werner, et devenant le monastère Saint Arbogast, détruit en 1530. Mgr Werner est également à l'origine de la construction de l'actuelle cathédrale de Strasbourg en 1015. Au Xe siècle, une partie des reliques furent déposées dans l'église de l'abbaye de Surbourg, finalement volées en 1449.
Saint Arbogast est fêté localement au mois de juillet (en principe le dimanche le plus proche du 21). Il est saint patron de l'archidiocèse de Strasbourg.
Des pèlerinages ont également lieu à destination de la chapelle érigée en 1955 auprès du Grand Chêne de la forêt de Haguenau pour commémorer son ermitage. L’association socio-culturelle du foyer Saint-Nicolas de Haguenau organise chaque année la fête de St Arbogast.
On trouve une stèle de pierre gravée représentant saint Arbogast, œuvre de Léon Zack, à l'église Saint-Georges d'Urschenheim.

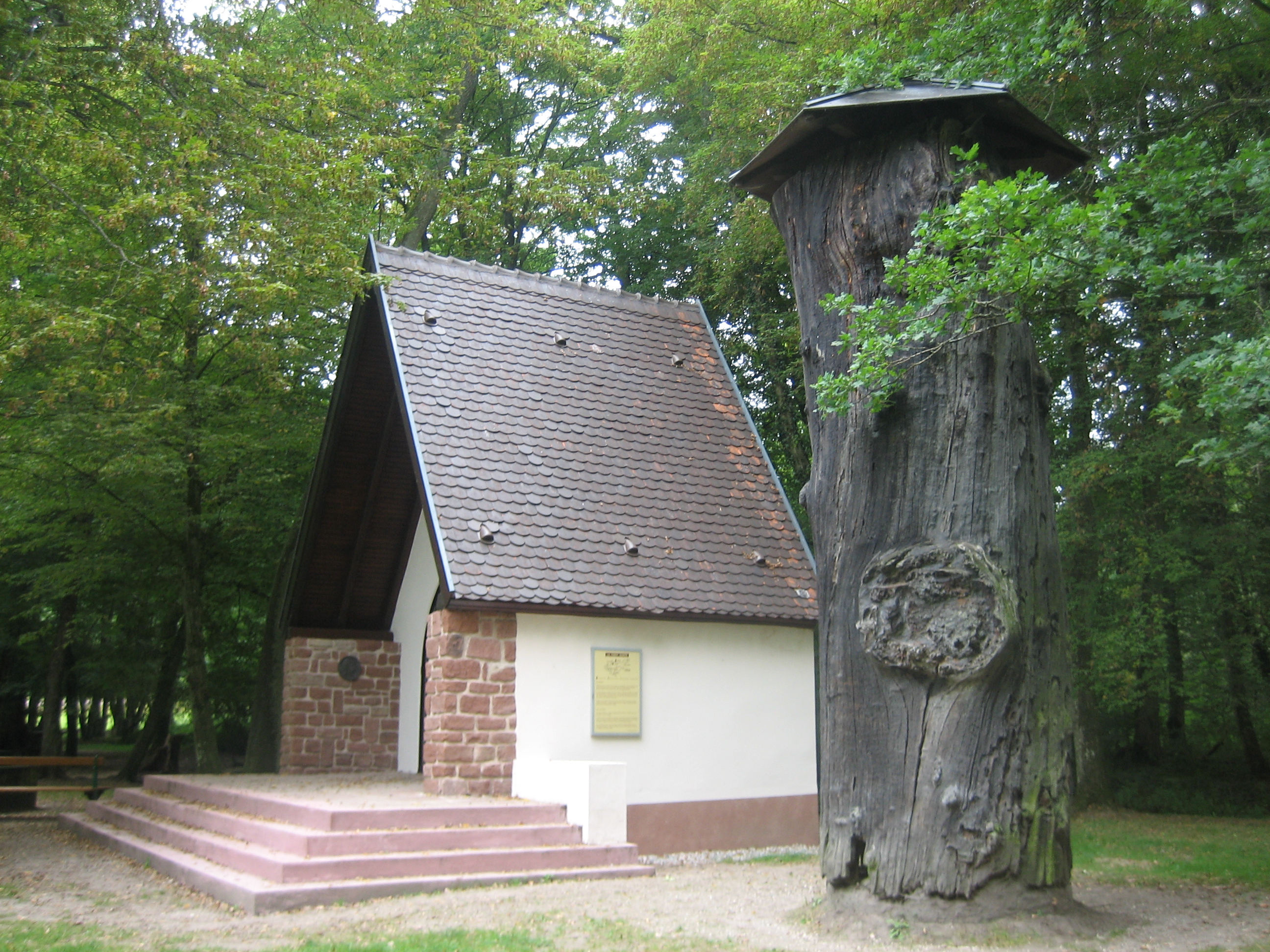
La chapelle Saint-Arbogast et le reste du tronc du Gros Chêne dans la forêt de Haguenau.
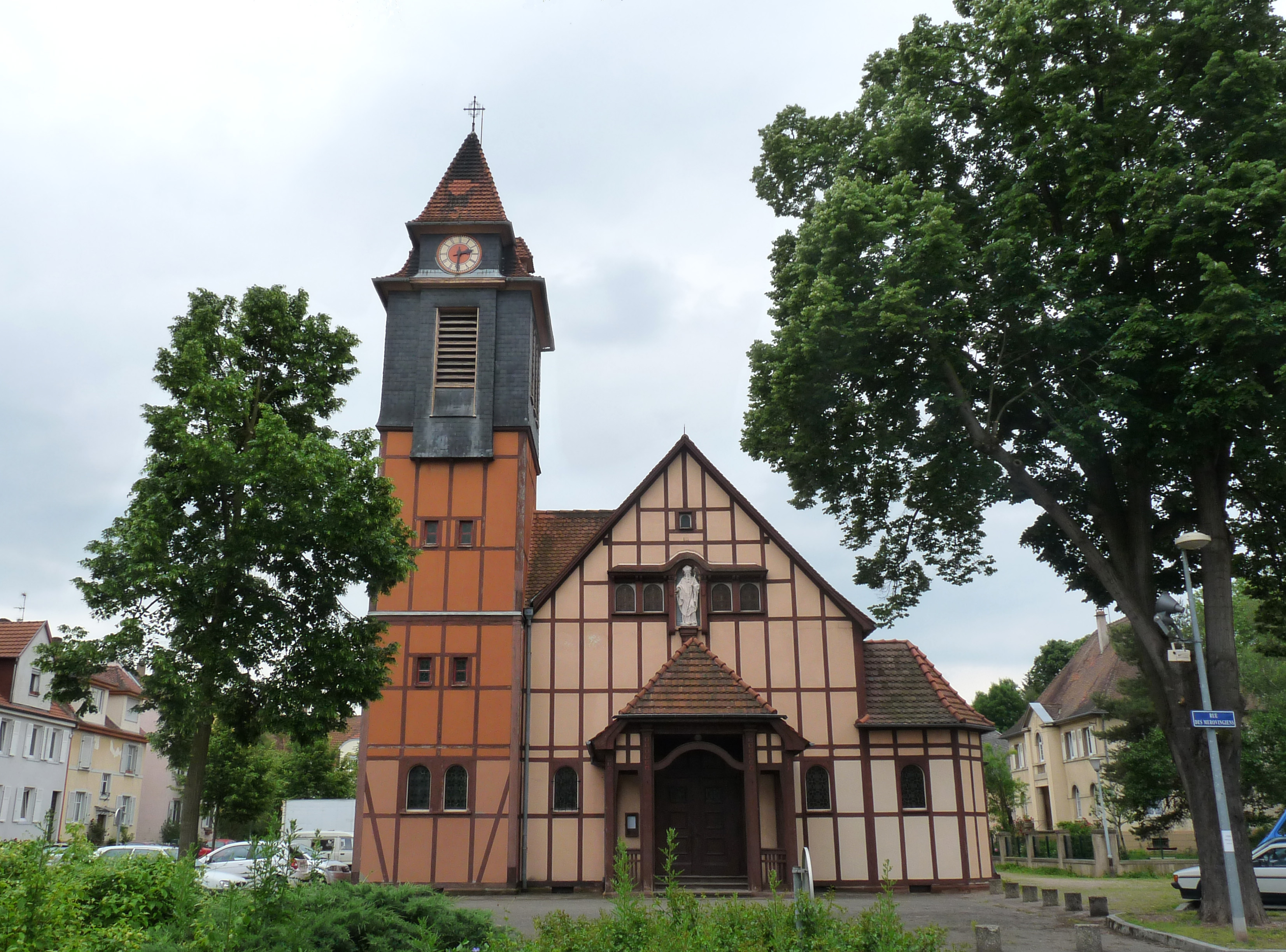
Église Saint-Arbogast à la Montagne Verte, Strasbourg.
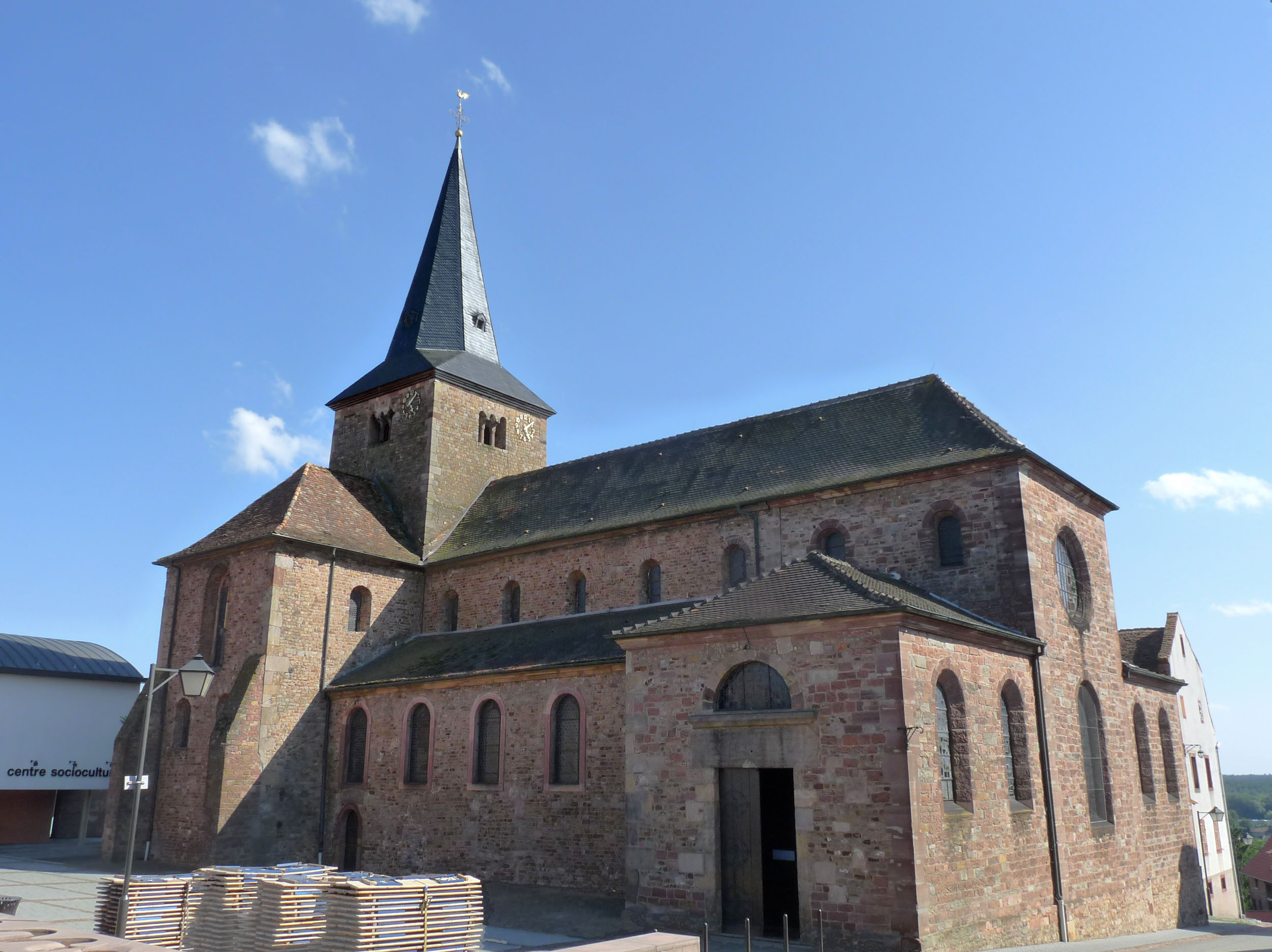
Abbatiale Saint-Arbogast à Surbourg.